# Michael Bolus
Michael Edward Bolus (Kaapstad, 1934 – Londen, 13 maart 2013) was een Brits beeldhouwer.

## Loopbaan
Michael Bolus studeerde van 1958 tot 1962 aan de St. Martins School of Art (nu bekend als Central Saint Martins College of Art and Design) in Londen bij de beeldhouwer Anthony Caro. In 1962 keerde hij kortstondig terug naar Kaapstad, maar in 1964 verhuisde hij naar Londen, waar hij een aanstelling als docent kreeg aan St. Martins en de Central School of Art. Bolus werd met beeldhouwers als David Annesley, William G. Tucker, Phillip King en Tim Scott bekend als de New Generation.
Bolus kreeg zijn eerste solo-expositie in 1968 bij de Waddington Galleries in Londen. Hij werkte aanvankelijk vooral met staal en aluminium. In de jaren zeventig werd zijn werk meer opener en ging hij andere materialen gebruiken. Hij creëerde lattenwerk- en roosterconstructies. Zijn werken leken te spotten met de wetten der zwaartekracht.

## Musea
Zijn werk is opgenomen in de collecties van onder andere:
- Tate Modern, Londen
- Art Gallery of New South Wales, Australië
- Centro de Arte Moderna José de Azeredo Perdigão, Lissabon/Portugal